# La Cofradía del Rosario
La Cofradía del Rosario är en ort i Mexiko.   Den ligger i kommunen Tapalpa och delstaten Jalisco, i den centrala delen av landet, 500 km väster om huvudstaden Mexico City. La Cofradía del Rosario ligger 2 089 meter över havet och antalet invånare är 128.
Terrängen runt La Cofradía del Rosario är varierad. Runt La Cofradía del Rosario är det ganska tätbefolkat, med 111 invånare per kvadratkilometer. Närmaste större samhälle är Sayula, 13,0 km öster om La Cofradía del Rosario. I omgivningarna runt La Cofradía del Rosario växer huvudsakligen savannskog.